# Carrer Buida-sacs (Cervera)
El Carrer Buida-sacs és una via pública de Cervera (Segarra) inclosa a l'Inventari del Patrimoni Arquitectònic de Catalunya.

## Descripció
Aquest carrer comunica la plaça Major amb la de Sant Magí. El carrer és estret, llarg i acusa un fort pendent, salvat mitjançant esglaons a trams estrets i iguals i a trams amples, de diferents proporcions. Les cases d'aquest carrer són totes de característiques molt similars: casetes petites, de paredat arrebossat, la major part de dues plantes i poques obertures, amb llindes de fusta (poques de pedra). Els balcons no tenen decoració. Sembla que aquest carrer, un dels més antics de Cervera, era ocupat per la gent de condició més humil.